# Ирецкий, Василий Фёдорович
Василий Фёдорович Ирецкий (Ирецкой) (1804 — 6 (18) февраля 1886) — вице-адмирал, участник Крымской войны.

## Биография
Происходил из дворян Тверской губернии Ирецких; родился в 1804 году в семье капитана флота Фёдора Георгиевича Ирецкого.
В службу вступил 8 июня 1818 года в Балтийский флот гардемарином, произведён в мичманы 2 марта 1821 года.
С 1847 года командовал разными судами. В 1847—1848 годах командовал фрегатом «Цесаревич»; 5 декабря 1850 года был награждён орденом Св. Анны 2-й степени.
В 1854 году находился в Свеаборге и во время бомбардирования его соединённым англо-французским флотом был начальником Гельсингфорских береговых батарей, которые отличной артиллерийской стрельбой отбили атаку неприятеля. Командовал линейным кораблём «Андрей». За выслугу «25 лет в офицерских чинах» 26 ноября 1854 года был награждён орденом Св. Георгия 4-й степени (№ 9345 по списку Григоровича — Степанова).
30 августа 1855 года произведён в контр-адмиралы и назначен командиром второй морской бригады. 28 июня 1857 года назначен вторым комендантом в Кронштадте. 
17 апреля 1863 года произведён в вице-адмиралы и уволен в отставку.
Умер 6 (18) февраля 1886 года.
В Весьегонском уезде Тверской губернии ему принадлежало имение Семёново.
Его дочь Ольга была замужем за Василием Матвеевичем Равич-Щербо; у них 31 марта 1867 года родилась дочь Евгения.